# Roland d'Hazebrouck
Roland d'Hazebrouck (Roland van Hazebroek) est un géant du carnaval de Hazebrouck, une commune située actuellement dans le département du Nord (59) en France, créé en 1931 ; il symbolise un chevalier protecteur de la ville. Sur son bouclier figure un lièvre rappelant l'étymologie de la ville d'Hazebrouck (marais du lièvre).
Il est généralement présenté comme un croisé ayant participé à la quatrième croisade en 1202 en compagnie du comte de Flandre, Baudouin VII de Flandre,, cependant il n'existe aucun personnage de ce nom dans les sources historiques à propos de cette croisade et il pourrait s'agit d'une confusion avec Roland de Hauweel, seigneur d'Hazebrouck mort à la croisade de Nicopolis en 1396,.